# Supercontinente

Movimiento de los continentes desde la época de Pangea hasta la actualidad.

Supercontinente es la denominación empleada en geología para aquellas masas terrestres que consisten en dos o más cratones o núcleos de continentes. Comúnmente se asocia a Pangea con este término, aunque también a los otros dos grupos de tierras emergidos de su división (Gondwana y Laurasia), aunque el listado de supercontinentes pasados, presentes y futuros es bastante extenso.

## Efectos geológicos
Los supercontinentes bloquean la salida del calor interno de la tierra, lo cual produce sobrecalentamiento de la astenosfera. Eventualmente, esto produce fisuras en la litosfera a través de las cuales emergerá magma que empujará a los bloques, alejándolos. No está aún claro si los continentes se vuelven a unir de modo accidental luego de trasladarse por el planeta (ver Deriva continental) o si se separan y vuelven a unirse luego en un movimiento acordeónico.

## Lista de supercontinentes parciales
Los que abarcaron una cantidad considerable (generalmente, entre un cuarto y un medio) de las tierras emergidas, en orden cronológico.
- Vaalbará (hace unos 3.800 millones de años)
- Ur (hace unos 3000 millones de años).
- Kenorland (hace unos 2700 millones de años)
- Nena (hace unos 1.800 millones de años).
- Columbia (hace unos 1.800 millones de años).
- Atlántica (hace unos 1.800 millones de años).
- Rodinia (hace unos 1100 millones de años).
- Pannotia (hace unos 600 millones de años).
- Euramérica (hace unos 400 millones de años).
- Pangea (hace unos 300 millones de años).
- Gondwana (hace unos 200 millones de años).
- Laurasia (hace unos 200 millones de años).
- Eurafrasia (actual).
- América (actual).
- Pangea última (dentro de 250 millones de años del futuro).
- Amasia (dentro de 300 millones de años en el futuro).
- Novopangea (dentro de 300 millones de años en el futuro).